# Uchūjin Tōkyō-ni Arawaru
Uchūjin Tōkyō-ni Arawaru (宇宙人東京に現わる, literalmente: «Los alienígenas aparecen en Tokio», en España: Asalto a la Tierra) es una película de ciencia ficción japonesa de 1956 dirigida por Kōji Shima, con el guion de Hideo Oguni basado en historia de Gentaro Nakajima, con música de Seitarō Ōmori y efectos especiales de Kenmei Yuasa. Se trata de la primera película de ciencia ficción de Japón rodada en color.

## Argumento
En una estación espacial, un grupo de seres alienígenas con forma de estrellas del mar está discutiendo sobre cómo advertir a los terrícolas del inminente desastre; deciden contactar con el doctor Kumara. Mientras tanto, en diferentes sitios del planeta se producen varios avistamientos de OVNI, lo cual desconcentra a los científicos. En un observatorio el doctor Isobe ve que de uno de esos OVNI salen unos objetos más pequeños.

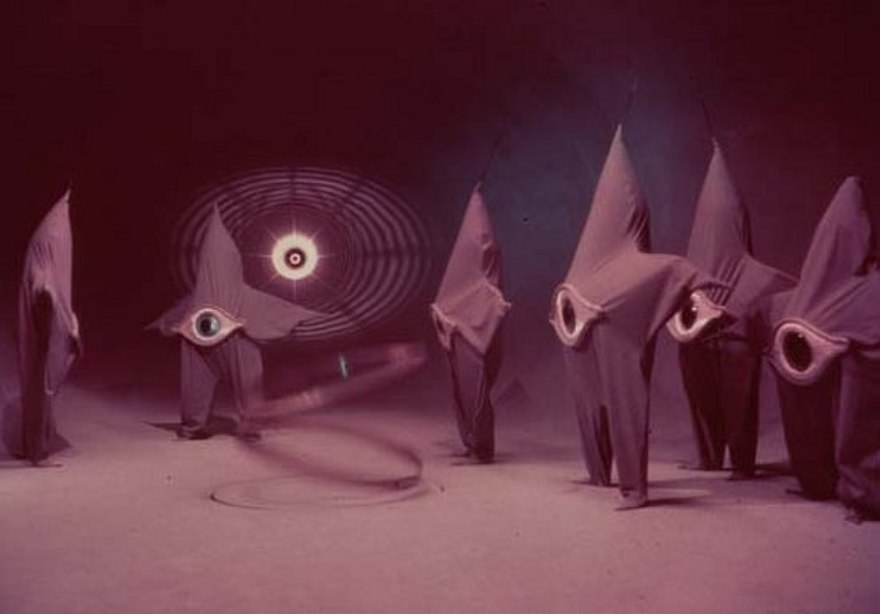
Los pairanos.

Isobe comenta sobre sus descubrimientos al doctor Kumara y al doctor Matsuda. Deciden tomar fotos del objeto con un cohete, sin embargo las fotos salen borrosas, lo que les hace deducir que el objeto espacial produce inmensas cantidades de energía.
Mientras, los alienígenas intentan sin éxito establecer contacto con los humanos; los intentos no dan fruto porque los terrícolas huyen de ellos debido a su aspecto tan inusual. A bordo de la estación espacial se decide que para entrar en contacto con la raza humana los extraterrestres han de asumir la apariencia humana para no espantar a los terrícolas, y así hacen.
En la Tierra, Toru, el hijo de Isobe, rescata de un lago a una mujer. Con el paso del tiempo Toru descubre en la mujer (que se hace llamar Ginkō) rasgos inusuales para un humano: saltos demasiado altos, atravesar las puertas sin haberlas abierto previamente, entre otras cosas. En un encuentro con el doctor Matsuda, Ginkō ve que sus ecuaciones pueden llevarle a descubrir el elemento n.º 101, el llamado «urio».
Más tarde, Ginkō se descubre ante los científicos como extraterrestre. Les confiesa que procede de un planeta llamado Paira, de otro sistema estelar. Les cuenta sobre lo avanzada que es la ciencia de su planeta, que son capaces de mirar la Tierra desde allí a través de sus telescopios. Al final, les dice que su gente también había descubierto el elemento n.º 101, pero dejaron de investigarlo debido a su gran potencia destructiva, y que fue por eso, porque Ginkō tuvo que destruir los apuntes de Matsuda que podrían llevar a ese descubrimiento. La mujer extraterrestre dice asimismo que más tarde su raza descubrió otro elemento, llamado «orio», igual de potente, pero más estable que el urio y sin peligro de destrucción.
Ginkō dice que tienen que hacer una petición a sus gobernantes, al Consejo de las Naciones, para que se deje de investigar y usar las armas nucleares. Los pairanos se habían dirigido a los japoneses, porque, según dijeron, solo una nación que sufrió el infierno de un arma nuclear puede comprender la necesidad de abandonar el uso de esas armas.

## Producción
Después del éxito de Godzilla, producción de Toho de 1954, otras productoras empezaron a estrenar películas parecidas con diferentes monstruos, incluyendo Asalto a la Tierra. Junto con otras películas, Uchūjin Tōkyō-ni Arawaru forma parte del subgénero de filmes sobre los monstruos alienígenas. La obra también trata el tema de las bombas nucleares, como muchas de la época. Otro de los motivos muy usados en el cine de la época fue el tema de colisiones entre planetas, como en End of the World de 1931.
Los pairanos fueron diseñador por Tarō Okamoto, un prominente artista de la vanguardia. A pesar de que en los pósteres oficiales los pairanos son de la misma altura que un edificio, en la versión final tienen tamaños parecidos al humano, o sea de unos dos metros.
Walt Lee dice que el relato en el que está basada la película fue a su vez basado en un cuento popular japonés llamado El cuento del cortador de bambú.
Esta fue una de las catorce imágenes de los inicios de 1956 creadas en color, pero fue la primera película de ciencia ficción hecha de esta manera (en color).

## Lanzamiento
La película se estrenó en Japón el 29 de enero de 1956. Daiei también buscaba encontrar un mercado extranjero para su imagen, pero se encontró con dificultades. Sin embargo, lograron proyectarla también en Yangon (Birmania) y en Sandakan (Malasia) en 1958. Asalto a la Tierra ayudó a la productora conseguir un poco de atención en el campo del género.
En España se estrenó con el título Asalto a la Tierra.
Para su estreno en el mercado británico el título fue traducido como Warning from Space en 1957. En 1963 también se estrenó en Estados Unidos bajo el mismo título. En Francia se tradujo como Le Satellite Mystérieux.
Uchūjin Tōkyō-ni Arawaru se encuentra en el dominio público, libre para ver y descargar.